# Joachim Olkuśnik
Joachim Olkuśnik (ur. 27 marca 1927 w Kostrzyni, zm. 18 grudnia 2008 w Warszawie) – polski kompozytor i publicysta.

## Życiorys
W 1960 ukończył studia kompozytorskie w PWSM w Warszawie u Tadeusza Szeligowskiego. W latach 1960–1964 był publicystą muzycznym w czasopismach muzycznych, literackich i w Polskim Radiu. 
W tym czasie był także współzałożycielem grupy artystycznej Camerata, która skupiała młodych poetów (Andrzej Brycht, Stanisław Grochowiak, Ireneusz Iredyński, Roman Śliwonik) i kompozytorów (Benedykt Konowalski, Jan Fotek, Zbigniew Penherski, Romuald Twardowski). Ugrupowanie to we współpracy z dwutygodnikiem literackim „Współczesność” organizowało wieczory literacko-muzyczne oraz podjęło próby syntezy sztuk w specyficznej formie teatru rapsodycznego. 
W latach 1964–1970 był redaktorem w naczelnej redakcji Polskiego radia, zrealizował m.in. cykl audycji Z dawnych i najnowszych kart muzyki polskiej . W latach 1974–1985 pełnił funkcję naczelnego redaktora Wydawnictwa Muzycznego Agencji Autorskiej, które odegrało wówczas szczególną rolę w publikowaniu i upowszechnianiu współczesnej polskiej twórczości kompozytorskiej, zwłaszcza muzyki solowej i kameralnej. 
W latach 1967–1969 i 1975–1977 był członkiem Zarządu Głównego Związku Kompozytorów Polskich. W 1964 został wyróżniony na Ogólnopolskim Konkursie Kompozytorskim im. Grzegorza Fitelberga w Katowicach za Spektrofonografie na chór żeński, 52 instrumenty smyczkowe, 2 harfy, 2 fortepiany i perkusję (1964). W 1980 otrzymał wyróżnienie na Konkursie Kompozytorskim w Łańcucie za Muzykę na flet, klarnet, wiolonczelę i fortepian (1980). W 1988 otrzymał Odznakę Honorową ZAiKS-u. Jego kompozycje wykonywane były na wielu koncertach i festiwalach w Polsce i za granicą, m.in. w Austrii, Czechosłowacji, Jugosławii, ZSRR, Stanach Zjednoczonych i na Węgrzech.

## Twórczość
Jego dorobek kompozytorski obejmuje różne gatunki muzyki, od prostych formalnie utworów instrumentalnych i wokalnych, po rozbudowane utwory orkiestrowe. W pierwszej fazie twórczości (1955–1960) można zauważyć wpływy neoekspresjonizmu (Preludia i Sonata na fortepian, Dwa utwory na flet i fortepian), nieco później (1960–1963) przejściowe wpływy dodekafonii i punktualizmu (IV Kwartet smyczkowy, Muzyka kameralna na sopran i 5 instrumentów). Stopniowo jednak dominujące znaczenie uzyskał „modalny konstruktywizm” oparty na technikach aleatorycznych, który w połączeniu z elementami emocjonalnej ekspresji stanowi główną cechę twórczości Olkuśnika.

## Wybrane kompozycje
(na podstawie materiałów źródłowych)
|  | - Sinfonietta na orkiestrę smyczkową (1955) - Preludia na fortepian (1955) - Bagatela, intermezzo i scherzino na fortepian (1956) - Dwa utwory na flet i fortepian (1957) - Sonata na fortepian (1957) - Trio na flet, klarnet i fagot (1958) - Concertino na fortepian i orkiestrę (1959) - Pieśni na sopran i fortepian, do słów Konstantego Ildefonsa Gałczyńskiego (1959) - Muzyka na sopran, wiolonczelę, wibrafon i fortepian (1959) - Retrospekcje na dwie orkiestry smyczkowe, instrumenty dęte drewniane, blaszane i perkusję (1961) - I Kwartet smyczkowy (1962) - Muzyka kameralna na sopran i 5 instrumentów (1963) - Spektrofonografie na chór żeński, 52 instrumenty smyczkowe, 2 harfy, 2 fortepiany i perkusję (1964) - Liryki na baryton i orkiestrę (1965) - II Kwartet smyczkowy (1968) - Sekwencje na flet i klawesyn lub fortepian (1969) - Rekonstrukcje na recytatora, chór, fortepian, organy i perkusję (1970) - Muzyka koncertująca na obój i zespół smyczkowy (1973) - Kwartet na 4 puzony (1975) - Sekwencje na skrzypce i fortepian (1976), wyk. Warszawska Jesień 1980 - Rozbieranie do snu na baryton i fortepian do słów Stanisława Grochowiaka (1979) - Muzyka na flet, klarnet, wiolonczelę i fortepian (1980) - III Kwartet smyczkowy (1983) - Tre impressioni per pianoforte (1984) - Miniatury na fortepian na 4 ręce (1984) | - Obrazy z przeszłości na sopran i fortepian do słów Leopolda Staffa, Juliana Tuwima i Marii Pawlikowskiej-Jasnorzewskiej (1985) - Introdukcja, arioso i presto na skrzypce, wiolonczelę i fortepian (1987) - Koncert na fortepian i orkiestrę (1988) - Apokalipsa i apoteoza na perkusję i organy (1988) - Concerto breve na klawesyn i orkiestrę smyczkową (1989) - Segmenty na altówkę, wiolonczelę i kontrabas (1989) - Arabeska na harfę solo (1989) - Trzy bagatele na flet i hafrę (1990) - Toccata i arioso na gitarę solo (1990) - Plecie wiatr..., 10 piosenek dla dzieci na głos i fortepian (1990) - Elegia – pamięci odeszłych i odchodzących w osamotnieniu na klarnet i 2 wiolonczele 1991) - Cantata breve na chór dziecięcy i organy (1991) - Zagubiony krajobraz na zapis DVD (1997) - Preludium i passacaglia na organy (1997) - Epizody na 2 wiolonczele (1998) - Klavierstück na fortepian i zapis elektroniczny (1999) - Mitologicos na flet i zapis elektroniczny (1999) - Introdukcja i capriccio na 2 gitary (2000) - Epigramy – Stefan Kisielewski in memoriam na fortepian (2000) - Musica per quatro na flet, klarnet, wiolonczelę i fortepian (2000) - Reperkusje na puzon i dwie sekcje perkusji (2001) - Memory Reflections na trąbkę solo i muzyczną warstwę zapisu komputerowego (2002) - Zwierciadło nocy, 3 pieśni na chór żeński z oprawą muzyki elektronicznej do tekstu Kazimiery Iłłakowiczówny (2005) - Sonografie na klawesyn i flety proste (2007) |